# Wartkowice
Wartkowice è un comune rurale polacco del distretto di Poddębice, nel voivodato di Łódź.
Ricopre una superficie di 141,8 km² e nel 2004 contava 6 435 abitanti.